# Daniel Astgren
Daniel Astgren, född 6 juni 1979 i Stockholm, är en svensk trummis och musiker, känd för att kunna spela både höger- och vänsterhänt. 
Han var med och formade banden Last Match (1997-1999) samt Trapdoor Fucking Exit (1999-2007). Han har även ägnat sig åt session-spelande med band som The Flare-Up, Arsedestroyer och konstnären B. Deaths musikaliska projekt.
Han spelar 2014 i Pig Eyes, ett projekt med medlemmar från In Solitude, Nitad, Kvoteringen, Paper och Nine. 

## Diskografi

### Last Match
- 1997: Foottapper (Insect Records)
- 1998: Last Match/Switchblade - Split  (La Calavera Discos)
- 1998: V/a Brand - 100 År Av Frihetlig Socialism (Brand)
- 1999: 1997-1999 Discography (Sound Virus Records)

### Trapdoor Fucking Exit
- 2001: S/t (No Idea Records)
- 2003: Devils Egg (No Idea Records)
- 2004: Be Not Content (No Idea Records)
- 2006: Crooked Life Straight World (No Idea Records)

### Pig Eyes
- 2012: Total Destruction Of The Present Moment (De Nihil Records)
- 2014: Second Album (Not released yet)